# Horst Beyer
Horst Beyer (República Federal Alemana, 5 de enero de 1940-9 de diciembre de 2017) fue un atleta alemán especializado en la prueba de decatlón, en la que consiguió ser medallista de bronce europeo en 1966.

## Carrera deportiva
En el Campeonato Europeo de Atletismo de 1966 ganó la medalla de bronce en la competición de decatlón, con un total de 7562 puntos, siendo superado por los atletas también alemanes Werner von Moltke y Jörg Mattheis (plata con 7614 puntos).